# Серру-Бранку
Серру-Бранку (порт. Cerro Branco) — муниципалитет в Бразилии, входит в штат Риу-Гранди-ду-Сул. Составная часть мезорегиона Восточно-центральная часть штата Риу-Гранди-ду-Сул. Входит в экономико-статистический микрорегион Кашуэйра-ду-Сул. Население составляет 4313 человека на 2006 год. Занимает площадь 154,105 км². Плотность населения — 28,0 чел./км².

## История
Город основан 12 мая 1988 года.

## Статистика
- Валовой внутренний продукт на 2003 составляет 37 405 207,00 реалов (данные: Бразильский институт географии и статистики).
- Валовой внутренний продукт на душу населения на 2003 составляет 8688,78 реалов (данные: Бразильский институт географии и статистики).
- Индекс развития человеческого потенциала на 2000 составляет 0,737 (данные: Программа развития ООН).

## География
Климат местности: субтропический. В соответствии с классификацией Кёппена, климат относится к категории Cfa.